# 張雲章
张云章（1648年1月25日—1726年7月31日），字汉瞻，号倬庵，又号朴村。江南嘉定（今属上海）人，清朝诗人。
顺治五年戊子九月十四日生，早年為诸生。康熙二十三年在北京师事王士祯，与姜宸英、查慎行等同学。但未考取功名，以布衣终生。曾客居徐学家，助其考订《宋元经解》。後都察院左都御史李柟邀請他校補其父李清所著《南北史合注》，由是聲名鵲起，“其后诸公贵人考订文史，必以相属”，更得嘉定知县陆陇其、苏州知府陈鹏年和江苏巡抚宋荦的赏识。曾随从李煦。张伯行总督仓场，延聘至潞河书院，逾年，辭歸。康熙五十年成為曹寅座上宾。吏部尚书汤右曾以孝廉方正荐於朝，後赴北京与修《尚书汇纂》。雍正四年七月朔后三日卒，享年七十九。有《樸村詩集》。